# Jacob Toppin

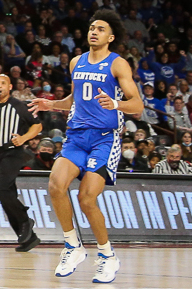
Jacob Toppin, 2022.

Jacob Toppin, född 8 maj 2000 i Brooklyn i New York, är en amerikansk professionell basketspelare (SF) som spelar för Atlanta Hawks i National Basketball Association (NBA). Han har tidigare spelat för New York Knicks.
Toppin blev aldrig NBA-draftad.
Innan han blev proffs studerade Toppin först på University of Rhode Island och spelade för deras idrottsförening Rhode Island Rams. Toppin blev senare överförd till University of Kentucky för spel i Kentucky Wildcats.
Han är bror till Obi Toppin.